# Morgana bisetosa
Morgana bisetosa är en ringmaskart som beskrevs av Penido J.C. Nogueira och Ayrton Amaral 200. Morgana bisetosa ingår i släktet Morgana och familjen Terebellidae. Inga underarter finns listade i Catalogue of Life.